# Attentat du 27 décembre 2002 à Grozny
 (mars 2020).
Si vous disposez d'ouvrages ou d'articles de référence ou si vous connaissez des sites web de qualité traitant du thème abordé ici, merci de compléter l'article en donnant les références utiles à sa vérifiabilité et en les liant à la section « Notes et références ».
L'attentat du 27 décembre 2002 à Grozny est un attentat survenu le 27 décembre 2002 au siège du gouvernement de la République tchétchène,  à Grozny, en Russie. L'attentat fait 83 morts et 210 blessés.

## Déroulement
Les conducteurs de deux véhicules portaient des uniformes militaires fédéraux et des laissez-passer officiels qui leur ont permis de franchir trois postes de contrôle militaires successifs pour se rendre au siège. Un garde au quatrième et dernier point de contrôle a tenté d'inspecter les véhicules et a commencé à tirer sur les véhicules alors qu'ils traversaient le point de contrôle en direction du bâtiment.
L'explosion, de l'équivalent d'une tonne de dynamite, a fait tomber le toit et les planchers du bâtiment de quatre étages. Les premiers rapports faisaient état de deux morts. Finalement, les responsables tchétchènes ont déclaré que 83 personnes avaient été tuées (48 sur place) et 210 blessées. Plusieurs responsables de l'administration tchétchène ont été blessés dans l'attaque, dont la vice-première ministre Zina Batyzheva (grièvement blessée) et le secrétaire du Conseil de sécurité tchétchène Rudnik Dudayev. Le chef de l'administration pro-russe en Tchétchénie, Akhmad Kadyrov, et son Premier ministre, Mikhail Babich, n'étaient pas dans le bâtiment au moment de l'attentat.

## Responsabilités
Le colonel Ilya Shabalkin, porte-parole des forces fédérales conjointes en Tchétchénie, a déclaré que l'attentat avait été organisé par les commandants rebelles tchétchènes Abu al-Walid et Chamil Bassaïev. Basayev a revendiqué la planification et l'exécution de l'attaque, affirmant qu'il avait personnellement fait exploser la bombe par télécommande.
Certains rapports de presse ont qualifié l'attaque de terroriste, qui, avec 83 décès confirmés, aurait été l'attaque terroriste la plus meurtrière en Tchétchénie. D'autres ont décrit les assaillants comme des militants et des rebelles et non comme des terroristes.